# Megachile desertorum
Megachile desertorum är en biart som beskrevs av Morawitz 1875. Megachile desertorum ingår i släktet tapetserarbin, och familjen buksamlarbin. Inga underarter finns listade i Catalogue of Life.